# The Lobster
The Lobster è un film del 2015 diretto da Yorgos Lanthimos, all'esordio in un film in lingua inglese.
La pellicola, con protagonisti Colin Farrell e Rachel Weisz, è ambientata in un futuro distopico.

## Trama
In un prossimo futuro distopico, è vietato essere single. Le persone single, secondo le regole della città, vengono portate in un hotel in cui sono costrette a trovare, entro quarantacinque giorni, un compagno o una compagna con cui fare coppia. Se falliscono vengono trasformate in un animale a loro scelta. Il protagonista, David, viene a sapere che sua moglie lo ha lasciato per un altro e viene quindi trasferito all'albergo per provare a trovarsi una nuova compagna o fallire ed essere trasformato. David porta con sé suo fratello Bob, che è stato trasformato in un cane border collie.
Giunto all'hotel, David compila la propria iscrizione e sceglie di essere trasformato in un'aragosta (da cui il titolo del film) in caso fallisca perché sono animali che vivono a lungo e perché David ama il mare. Nell'albergo è vietato masturbarsi, il che è aggravato da una cameriera inviata per stimolare sessualmente David, e agli ospiti viene costantemente mostrata propaganda che esalta i vantaggi dell'essere in coppia. David fa conoscenza con un uomo che parla con la zeppola e un giovane uomo zoppicante, il quale spiega di essere stato ferito mentre cercava di abbracciare la madre (la quale era stata trasformata in un lupo) da altri lupi presenti nella gabbia dello zoo. Lo staff dell'albergo scopre che l'uomo con la zeppola si è masturbato, quindi lo puniscono bruciandogli la mano con un tostapane.
Per trovarsi un compagno è necessario avere una cosa in comune: l'uomo zoppicante tenta di accoppiarsi con una donna anch'essa zoppa ma che gli rivela che sarebbe guarita, poi riesce a ricevere con l'inganno l'affetto di una ragazza con epistassi continue, facendosi segretamente male per sanguinare dal naso come lei. Vengono selezionati per trascorrere un mese di prova in coppia. Agli ospiti dell'albergo è possibile allungare la permanenza andando a caccia di "solitari", reietti della società che vivono nei boschi; la cattura di un solitario conferisce all'ospite un giorno in più. Durante una di queste battute di caccia, David conosce una donna che ama i biscotti al burro, la quale gli offre favori sessuali che lui rifiuta. La donna dei biscotti gli dice che si butterà dalla finestra se non riuscirà a trovare un compagno.
Seguendo l'esempio dell'uomo zoppicante, David si mette a fare la corte a una donna definita "senza cuore". Quando la donna dei biscotti si butta da una finestra senza riuscire a uccidersi, David si avvicina alla donna senza cuore e finge di godersi la sofferenza della donna dei biscotti facendo dei commenti crudeli per attirare la sua attenzione. David in seguito raggiunge la donna senza cuore mentre è nella jacuzzi e qui lei fa finta di morire soffocata per vedere la sua reazione: David finge che non gli importi e così la donna senza cuore decide che è il suo compagno ideale. I due vengono selezionati e hanno un rapporto sessuale, ma il mattino seguente la donna senza cuore uccide Bob. Quando David piange per la sua morte, la donna senza cuore scopre la verità e fa per chiamare lo staff dell'albergo, ma David l'assale e, con l'aiuto di una cameriera, la porta nella sala della trasformazione dove la trasforma in un animale indefinito.
La cameriera si rivela alleata con i solitari, quindi permette a David di scappare nella foresta e viene accolto nella tribù dei solitari. Al contrario di quanto avviene nella società dominante, tra i solitari è proibito innamorarsi, ma David finisce per innamorarsi di una donna con problemi di vista come lui, che lo ha salvato dall'uomo con la zeppola durante una battuta di caccia. I solitari conducono missioni segrete in città dove fingono di essere accoppiati per passare inosservati e si mettono a sabotare i lavori all'hotel dell'accoppiamento: David va incontro alla famiglia dell'uomo zoppicante e rivela a sua moglie che egli fingeva di avere l'epistassi, mentre i suoi compagni invadono la camera da letto dei proprietari dell'albergo costringendo il proprietario a sparare a sua moglie se vuole salvarsi. La pistola si rivela scarica e così i solitari lasciano che il proprietario se la veda con la moglie.
La leader dei solitari scopre il diario della compagna di David dove apprende che si sono innamorati, quindi la porta in città con il pretesto di curarla dai problemi di vista, conducendola invece in uno studio medico dove viene accecata. Dopo questo fatto, David si vendica sulla leader sotterrandola parzialmente e abbandonandola in modo che dei cani le divorino la faccia. Nel finale, dopo aver condotto la sua compagna cieca in un ristorante della città, David si reca al bagno con l'intento di accecarsi a sua volta per vivere nelle stesse condizioni della sua donna. David però è indeciso e il film si conclude con la compagna che lo attende al tavolo.

## Produzione
Il budget del film è stato di 4 milioni di euro, e le riprese del film, che si sono svolte tra Dublino e la Contea di Kerry, sono iniziate il 24 marzo 2014 per poi terminare il 9 maggio.

## Promozione
Il primo trailer del film è stato diffuso il 3 settembre 2015.

## Distribuzione
Il film è stato presentato in concorso al Festival di Cannes 2015 il 15 maggio, dove ha vinto il Premio della giuria.
La pellicola è stata distribuita nelle sale cinematografiche britanniche a partire dal 16 ottobre 2015, mentre in Italia dal 15 dello stesso mese.

## Accoglienza

### Critica
Sull'aggregatore Rotten Tomatoes il film riceve l'87% delle recensioni professionali positive con un voto medio di 7,6 su 10 basato su 269 critiche, mentre su Metacritic ottiene un punteggio di 82 su 100 basato su 44 critiche.

## Riconoscimenti
- 2017 - Premio Oscar[10]
  - Candidatura per la migliore sceneggiatura originale a Yorgos Lanthimos e Euthymīs Filippou
- 2017 - Golden Globe[11]
  - Candidatura per il miglior attore in un film commedia o musicale a Colin Farrell
- 2015 - Festival di Cannes
  - Premio della giuria a Yorgos Lanthimos
  - Menzione speciale Queer Palm
  - Premio speciale Dog Palm
  - Candidatura alla Palma d'oro
- 2015 - European Film Awards[12]
  - Migliore sceneggiatura a Euthymīs Filippou e Yorgos Lanthimos
  - Migliori costumi a Sarah Blenkinsop
  - Candidatura per il Miglior film
  - Candidatura per il Miglior regista a Yorgos Lanthimos
  - Candidatura per il Miglior attore a Colin Farrell
- 2015 - British Independent Film Awards
  - Miglior attrice non protagonista a Olivia Colman
  - Candidatura a Miglior film
  - Candidatura a Miglior regista a Yorgos Lanthimos
  - Candidatura a Miglior sceneggiatura a Yorgos Lanthimos ed Euthymīs Filippou
  - Candidatura a Miglior attore a Colin Farrell
  - Candidatura a Miglior attore non protagonista a Ben Whishaw
  - Candidatura a Miglior produzione a Ceci Dempsey, Ed Guiney, Yorgos Lanthimos e Lee Magiday
- 2015 - International Film Festival Rotterdam
  - Premio Best CineMart
- 2015 - Online Film Critics Society[13]
  - Migliori dieci film stranieri
- 2016 - European Film Awards[14]
  - Candidatura per il Premio del pubblico
- 2017 - Critics' Choice Awards[15]
  - Candidatura per la migliore sceneggiatura originale a Yorgos Lanthimos ed Euthymīs Filippou
- 2017 - Satellite Award[16]
  - Candidatura per la migliore sceneggiatura originale a Yorgos Lanthimos ed Euthymīs Filippou
- 2016 - Los Angeles Film Critics Association[17]
  - Miglior sceneggiatura
- 2016 - Entertainment Weekly[18]
  - Quarto miglior film dell'anno
- 2017 - American Cinema Editors[19]
  - Candidatura per il miglior montaggio in un film commedia a Giōrgos Mauropsaridīs
- 2017 - Golden Tomato Awards[20]
  - Quarto miglior film di fantascienza del 2016